# George Peabody
Pour les articles homonymes, voir Peabody.
George Peabody (né le 18 février 1795 et décédé le 4 novembre 1869) est un homme d'affaires et un banquier américain. Il est souvent considéré comme étant le « père de la philanthropie moderne ».

## Parcours
George Peabody a financé la création de 22 institutions éducatives américaines, dont :
- l'Institut Peabody (« Peabody Institute ») de Baltimore, créé en 1852 ;
- le « Peabody Trust » (anciennement, « Peabody Donation Fund ») de Londres, créé en 1862 ;
- le muséum d'histoire naturelle Peabody (« Peabody Museum of Natural History »), de l'université Yale, créé en 1866 ;
- le musée Peabody d'archéologie et d'ethnologie, de l'université Harvard, créé en 1866 ;
- le Peabody Essex Museum (anciennement, « Peabody Academy of Science ») de Salem, créé en 1867 ;
- la « Peabody Education Fund » (devenue la « Southern Education Fund »), créée en 1867.

Il fut associé au financier Junius Spencer Morgan, le père du fameux banquier John Pierpont Morgan.

## Mort
Peabody meurt à Londres le 4 novembre 1869, à 74 ans, au domicile de son ami Curtis Lampson. À la demande du doyen de Westminster et avec l'accord de la reine Victoria, les funérailles de Peabody ont lieu à l'abbaye de Westminster où on érige un monument funéraire temporaire.